# Saloon
Saloon je vrsta ugostiteljskog objekta koji je bio specifičan za SAD-u za vrijeme Divljeg zapada. U saloonima se posluživao alkohol, najčešće viski i pivo, posjetitelje je ponekad zabavljao klavijaturist koji je svirao na klaviru ili plesačice koje su plesale cancan. Osim ispijanja pića, glavna zabava u saloonima bilo je igranje kartaških igara poput pokera, faraona ili braga. Glavni posjetitelji saloona bili su kauboji, kockari, drvosjeće, traperi, odmetnici, revolveraši, lovci na ucjene, čuvari zakona, rudari i vojnici, a nerijetko je u njima bilo i prostitutki koje su radile za taj saloon. Budući da su salooni nastajali u novim naseljima koja su ubrzano nicala na američkom Zapadu, kamo su najprije odlazili pustolovi, u saloonima su često izbijale svađe koje su završavale tučnjavama i revolveraškim obračunima.[nedostaje izvor]
Do 1880. godine bilo je na tisuće saloona na Divljem zapadu od kojih su nekima upravljali čuveni revolveraši poput Wyatta Earpa (1848. – 1929.). Usto je bio i čuvar saloona poput njegova brata Virgila (1843. – 1905.), Bata Mastersona (1853. – 1921.) i Divljeg Billa Hickoka (1837. – 1876.).

## Hrvati vlasnici saloona na Divljem zapadu
Mnogo je hrvatskih iseljenika naselilo SAD u 19. stoljeću. Iseljavali su se iz svih dijelova današnje Republike Hrvatske, a ponajviše iz Dalmacije, Slavonije i Like. Večina Hrvata naselila se na istočnoj obali SAD-a, gdje su živjeli i radili u velikim gradovima, radeći najčešće teške poslove u metalurškim tvornicama, mesnoj industriji, tvornicama za obradu ribe, pomorstvu i rudarstvu.[nedostaje izvor]
Dio Hrvata doselio se i u zapadne dijelove Sjeverne Amerike, osobito na područje Kalifornije, Nevade, savezne države Washingtona, Kansasa, Utaha, Arizone, Colorada. Na Zapadu su se bavili brojnim poslovima, osobito su radili u rudnicima, u ribarstvu, ali i na farmama. Neki od Hrvata su se bavili ugostiteljskim poslovima te su vodili vlastite trgovine, a neki su bili i vlasnici saloona. Hrvati su, primjerice imali dvs dvojs društvas i nekoliko hrvatskih saloona u gradu Helper u saveznoj državi Utah. Prema pisanju hrvatskog slikara Otona Ivekovića (1869. – 1939.) Hrvati u Kansasu su se bavili brojnim zanimanjima, uključujući i vođenje saloona:
| » | Dočim Hrvata je u svakom poslu i zanimanju naći. Ima ih i trgovaca i farmera, te nije nikakva pretjeranost kad se kaže da je naš čovjek za sve sposoban. Ipak voliju Salone u kojima prodavaju američko pivo, škotski whiskey i kalifornijsko vino. | « |
|   | |   |

Za vrijeme zlatne groznice dio Hrvata se odselio u Arizonu i Kaliforniju, gdje su se bavili rudarstvom, ali su neki od njih otvarali i restorane, hotele i saloone. Među pionirima Kalifornije bio je Marko Milinović koji je 1859. godine bio vlasnik kavane u San Franciscu, a 1861. godine je odselio u Virginia City u Nevadi gdje je  otvorio San Francisco Saloon and Hotel. Ubijen je 1863. godine u revolveraškom obračunu. Paul Valutin bio je kopač zlata 1851. i 1852. godine uokrugu Amador, a kasnije je postao vlasnik Universal Coffee Saloona u Sacramentu u Kaliforniji. Chris Uzovich je imao saloon u okrugu Santa Clara 1869. godine.[nedostaje izvor]

## Galerija
- Charleston J W Swarts Saloon, 1885.
- Saloon u gradu duhova Bodie u Kaliforniji, 1892.
- Arcade Saloon, Eldora, Colorado, 1898.
- Table Bluff Hotel and Saloon, Table Bluff, okrug Humboldt, Kalifornija, 1889.
- Ljuljajuća ulazna vrata saloona
- Unutrašnjost Truhlsen Saloona, Kennard, Nebraska, oko 1900.
- Crane Saloon, Walla Walla, Washington, oko 1885.

## Vanjske poveznice
- Taverne i salooni – encyclopedia.com (engl.)